# Hervormd Esperanto
Het Hervormd Esperanto was een poging, in 1894, tot herziening van het Esperanto. Het is de enige complete Esperantido die door de bedenker van Esperanto zelf, L.L. Zamenhof, bedacht werd. Hoewel Zamenhof er de voorkeur aan gaf iedere discussie over veranderingen te vermijden, werd hij flink onder (financiële) druk gezet om te reageren op verschillende hervormingen die door anderen voorgesteld waren. Schoorvoetend besloot hij om zelf een hervormd dialect voor te stellen en nam het op zich om de gemeenschap verder te begeleiden, of de hervormingen nou wel of niet aangenomen zouden worden.
Hoewel Zamenhof zijn herziening aanvankelijk een poging noemde om de taal te herscheppen in het licht van zes jaar praktische ervaring, werden de veranderingen door vrijwel niemand uit de Esperanto-gemeenschap in zijn geheel aanvaard. Zamenhof verwierp zelf later het hele project en beschreef het jaar 1894 als een 'verspild jaar'. In 1907 weigerde hij iedereen die de hervormingen wilde publiceren toestemming te geven. In 1929 werd deze weigering door Dietterle als reden aangegeven voor het weglaten van details over het project uit zijn bundel van Zamenhofs verzameld werk, originala verkaro.
Enkele van de voorgestelde wijzigingen — zoals het vervangen van de meervoudsuitgang -oj door de uitgang -i, het verwijderen van diakritische tekens en het verwijderen van de aanpassing van bijvoeglijke naamwoorden aan het zelfstandig naamwoord — werden gebruikt in het hervormingsproject Ido in 1907, maar deze werden ook niet geaccepteerd door de Esperanto-gemeenschap en de taal is weinig veranderd sinds Zamenhofs publicatie van Fundamento de Esperanto in 1905.

## Belangrijkste voorstellen voor verandering
1. De letters met accenten zouden verdwijnen, samen met de meeste van de klanken die ze vertegenwoordigen.
2. De "c" zou voortaan uitgesproken worden als de vroegere "ŝ" (een sj-klank), de "z" als de vroegere "c" (een ts-klank).
3. Het bepaalde lidwoord zou verdwijnen.
4. De accusatief zou dezelfde vorm krijgen als de nominatief, en voor de duidelijkheid een vaste plek in de zin krijgen.
5. De meervoudsuitgang "-j" zou vervallen: een meervoudsvorm zou de uitgang "-i" in plaats van "-oj" krijgen.
6. Het bijvoeglijk naamwoord zou de bijwoordsuitgang "-e" krijgen, onveranderlijk zijn, en voor de duidelijkheid een vaste positie krijgen.
7. Het aantal deelwoorden zou teruggebracht worden van zes naar twee.
8. De tabel van correlatieven zou vervangen worden door zinnen en woorden uit Romaanse talen.
9. De wortels van de woorden zouden aangepast worden aan het nieuwe alfabet.
10. De wortels die niet uit het Latijn kwamen zouden vervangen worden door wortels die wel uit het Latijn komen.

## Voorbeelden ter vergelijking
| Hervormd Esperanto: Patro nose, kvu esten in cielo, Sankte estan tue nomo. Venan reksito tue, estan vulo tue, kom in cielo, sik anku sur tero. Pano nose omnudie donan al nos hodiu e pardonan al nos debi nose, kom nos anku pardonen al nose debenti; ne kondukan nos versu tento, sed liberigan nos de malbono. | Standaard Esperanto: Patro nia, kiu estas en la ĉielo, Via nomo estu sanktigita. Venu Via regno, plenumiĝu Via volo, kiel en la ĉielo, tiel ankaŭ sur la tero. Nian panon ĉiutagan donu al ni hodiaŭ. Kaj pardonu al ni niajn ŝuldojn, kiel ankaŭ ni pardonas al niaj ŝuldantoj. Kaj ne konduku nin en tenton, sed liberigu nin de la malbono. |